# キム・ジョンハク (プロデューサー)
キム・ジョンハク（朝鮮語: 김종학、金鍾学、1951年11月5日 - 2013年7月23日）は、大韓民国のテレビドラマ演出家、テレビプロデューサー、映画プロデューサー。代表作は、『黎明の瞳』(MBC)、『砂時計』(SBS) など。

## 生涯
忠清北道堤川（チェチョン）で、4男4女の7番目として生まれた。徽文（フィムン）高等学校（휘문고등학교）に入学し、1966年には全国高校演劇大会で優秀賞を受賞した。慶熙大学校新聞放送学科を卒業した後、1977年に文化放送 (MBC) に入社した。最初に手がけたのは、犯罪推理ドラマとして名高い『수사반장（捜査班長）』であった。 1995年にMBCを離れ、製作会社チェイコムを設立し、この時、製作した『砂時計』がヒット作となった。 1999年には、キム・ジョンハク・プロダクション (김종학 프로덕션) を設立し、2005年にTBSと日興プリンシパル・インベストメンツ株式会社から、約11億円の共同出資を受けた。

### 死亡
キム・ジョンハクは、2013年7月23日に練炭を使って自殺した。 キムは、これに先立ち、ドラマ出演料の未払いや、背任および横領、詐欺などの疑惑と関連してソウル特別市の永登浦（ヨンドンポ）警察署と江南（カンナム）警察署の捜査を受けていた。 前週には、検察が事前拘束令状を請求していたが、令状請求は実質審査に付されないことが確認された。永登浦警察署は「捜査対象者の死亡により該当事件は公訴権がなくなり、終結する予定である」と発表した。遺骨は、京畿道城南（ソンナム）の永生院メモリアルパークに安置される予定である。

## 作品

### 制作（映画）
| 年   | タイトル   | 原題     | 備考 |
| ---- | ---------- | -------- | ---- |
| 1998 | インシャラ | 인샬라   |      |
| 1998 | 産婦人科   | 산부인과 |      |

## 受賞
- 韓国放送大賞演出賞: 1回（1984年/『人間の門』）
- 韓国放送大賞作品賞: 2回（1984年/『凍土の王国』、1992年/『黎明の瞳』）
- 百想芸術大賞 テレビ番組部門作品賞: 1回（1995年/『砂時計』）
- 百想芸術大賞 テレビ番組部門監督賞: 4回（1984年/『凍土の王国』、1992年/『黎明の瞳』、1995年/『砂時計』、2003年/『大望』)
- 経実連/視聴者が選ぶ今年のドラマ: 1回（2003年/『大望』）
- プロデューサー連合会大賞 作品賞: 1回（2003年/『大望』）

## その他
- 作品を貫く演出力と現場掌握力でドラマを引っ張ってゆく、カリスマ性のある演出家と評価されている[4]。
- 脚本家ソン・ジナ（송지나）とは、1987年のMBCドラマ『퇴역전선（退役戦線）』で組み、以降『우리읍내（われらの町）』、『黎明の瞳』、『砂時計』、『大望』、『太王四神記』、『シンイ-信義-』まで全7本で共同作業をした。 キム・ジョンハクは、2012年の聯合ニュースとのインタビューで、ソンとは「愛憎関係」だとして、「作品を共にするたびに、台本をめぐっていつも戦っており、終ったときには二度と組まないと誓って背を向けるというのを、何度したのか分からないくらいだ」と話した[5]。

- キム・ジョンハク・プロダクションを設立して以降は、制作者としてドラマ『ベートーベン・ウィルス』や『インスンはきれいだ』、映画『インシャラ』や『산부인과（産婦人科）』に関わった。演出と制作を兼ねながら制作費に関連する訴訟にたびたび巻き込まれた[5]。